# Harry Gruyaert
Harry Gruyaert (Amberes, 1941) es un fotógrafo belga afincado en Francia perteneciente a la agencia Magnum desde el año 1981, siendo uno de los primeros miembros de esta en trabajar preferiblemente en color. Ha editado gran parte de su obra en numerosos libros y ha sido galardonado con el premio Kodak, siendo especialmente conocidos sus trabajos sobre Marruecos, uno de los países por los que siente predilección, India y Egipto, entre otros.

## Biografía
Gruyaert estudió en la escuela de cine y televisión de Bruselas entre los años 1959 y 1962. 
A finales de los años 60 residió en Londres y realizaba fotografías de la actualidad según la televisión, técnica que usó en el año 1972 para documentar los juegos olímpicos de Múnich y los primeros vuelos del Apolo.
En 1969 realizó su primer viaje a Marruecos y en 1976 a India.

## Obra
En la obra de Gruyaert juega un papel primordial el uso del color y sus variaciones, potente herramienta para transmitir sentimientos.

## Premios
- 1976. Premio Kodak

## Publicaciones (selección)
- 2013. París: Textuel
- 2009. Marruecos. Sevilla: Fundación de las Tres Culturas, 2009. ISBN 9788493628284. Texto de Gerardo Ruiz-Rico Ruiz y Brice Mathieussent traducido por Francis Merino y Meriem Abdelaziz.
- 2007. TV Shots, Steidl, Alemania
- 2006. Photo Poche, Francia
- 2003. Rivages, Textuel, Francia
- 2000. Made in Belgium, Nathan/Delpire, París
- 1990. Marruecos, Múnich: Schirmer & Mosel, Alemania, Francia y otros países
- 1986. Lumières Blanches, Centre National de la Photographie de París, Francia

## Exposiciones (selección)
- 2015. Harry Gruyaert, Magnum Photos, London, 15 September – 31 October 2015.[6]
- 2012: Moscú 1989-2009. Bienal de Moscú[7]
- 2012/2013: Raíces Le Botanique, Bruselas (Bélgica)[8]
- 2008. TV Shots, Phillips de Pury & Company, Colonia, Alemania[9]
- 2008. TV Shots, instalación, Paris Photo.[10]
- 2006. Fundación Caixa Galicia, Lugo y Vigo (España)
- 2003. Encuentros Internationales de Fotografía de Arlés, Francia
- 1990. Canal de Isabel II, Madrid (España)
- 1986. Palacio de Tokyo, París
- 1980. Palacio de Beaux-Arts, Bruselas (Bélgica)
- 1976. International Center of Photography, Nueva York
- 1974. TV Shots, Galería Delpire, París